# بيلة صفراوية
البيلة الصفراوية(أو بيلة البيليروبين) هي أحد الأعراض التي تتحدد بها قتامة البول بشكل غير طبيعي، ويرجع ذلك أساسًا إلى ارتفاع مستوى البيليروبين المترافق. تعتبر البيلة الصفراوية من الأعراض الشائعة لأمراض الكبد، مثل التهاب الكبد وتليف الكبد. يمكن وصفه بأنه بول داكن أو بني اللون. يعد وجود البيلة الصفراوية من الأعراض المفيدة لتمييز ما إذا كان الشخص المصاب باليرقان يعاني من مرض الكبد (فرط بيليروبين الدم المباشر) أو انحلال الدم (فرط بيليروبين الدم غير المباشر). في الحالة الأولى، يصاب المرضى بالكولوريا بسبب زيادة البيليروبين المقترن ("المباشر") في الدم، والذي يتم التخلص منه عن طريق الكلى. من ناحية أخرى، يتميز انحلال الدم بالبيليروبين غير المقترن ("غير المباشر")، وهو غير قابل للذوبان في الماء ويرتبط بالألبومين، وبالتالي لا يتم التخلص منه في البول.